# Sachverständigenrat für Umweltfragen
Der Sachverständigenrat für Umweltfragen (kurz SRU, bis 2005 Rat von Sachverständigen für Umweltfragen), auch bekannt als Umweltrat, ist ein wissenschaftliches Beratungsgremium der deutschen Bundesregierung. Der SRU begutachtet die Umweltsituation in Deutschland und berät die Bundesregierung hinsichtlich ihrer zukünftigen Umweltpolitik. Er wurde 1971 durch Erlass der Bundesregierung beim Bundesministerium des Innern eingerichtet und nahm 1972 seine Arbeit auf. Ein eigenständiges Bundesumweltministerium gibt es in Deutschland erst seit der Katastrophe von Tschernobyl 1986, an das nach seiner Gründung die fachliche Zuständigkeit für den SRU überging.
Der Umweltrat ist nicht an Weisungen gebunden und entscheidet selbst über die Themen seiner Gutachten, Stellungnahmen und sonstigen Publikationen; diese sind online erhältlich.
Der Sachverständigenrat wird von einer Geschäftsstelle unterstützt, die sich in Berlin befindet.

## Mitglieder
Dem Sachverständigenrat für Umweltfragen gehören sieben Professorinnen und Professoren an. Alle Mitglieder müssen über besondere wissenschaftliche Kenntnisse und Erfahrungen im Umweltschutz verfügen. Sie dürfen in den letzten sieben Jahren vor ihrer Berufung keiner juristischen Person des öffentlichen Rechts angehört haben, etwa der Bundesregierung oder dem öffentlichen Dienst, es sei denn als Hochschullehrer oder als Mitarbeiter eines wissenschaftlichen Instituts. Ebenso dürfen sie in dieser Zeit nicht Repräsentant oder Repräsentantin eines Wirtschaftsverbandes, einer Arbeitgeber- oder Arbeitnehmerorganisation gewesen sein und auch nicht zu diesen in einem ständigen Dienst- oder Geschäftsbesorgungsverhältnis gestanden haben. Sie sind in ihrer Arbeit nicht weisungsgebunden. Die Ratsmitglieder werden vom Bundesumweltminister mit Zustimmung der Bundesregierung für die Dauer von vier Jahren berufen. Eine Wiederberufung ist möglich.
Die Mitglieder sind ausnahmslos Universitätsprofessoren verschiedener Fachdisziplinen. Für die Amtsperiode Juli 2024 bis Juni 2028 sind dies:
- Christina Dornack, Technische Universität Dresden
- Claudia Hornberg (Vorsitzende), Universität Bielefeld
- Claudia Kemfert, Leuphana Universität Lüneburg und Deutsches Institut für Wirtschaftsforschung Berlin
- Wolfgang Lucht, Humboldt-Universität zu Berlin und Potsdam-Institut für Klimafolgenforschung
- Wolfgang Köck, Universität Leipzig und Helmholtz-Zentrum für Umweltforschung – UFZ
- Josef Settele, Martin-Luther-Universität Halle-Wittenberg und Helmholtz-Zentrum für Umweltforschung – UFZ
- Annette Elisabeth Töller, FernUniversität in Hagen

## Ehemalige Vorsitzende
Die folgenden Personen hatten den Vorsitz inne:
- Karl-Heinrich Hansmeyer (1972–1978)
- Hartmut Bick (1978–1981)
- Jürgen Salzwedel (1981–1984)
- Wolfgang Haber (1984–1990)
- Hans Willi Thoenes (1992–1996)
- Eckard Rehbinder (1996–2000)
- Gertrude Lübbe-Wolff (2000–2002)
- Hans-Joachim Koch (2002–2008)
- Martin Faulstich (2008–2016)
- Claudia Hornberg (2016–heute )

## Publikationsarten
Gemäß aktuellem Einrichtungserlass erstellt der SRU in regelmäßigen Abständen, mindestens alle zwei Jahre, Gutachten, Stellungnahmen und sonstige schriftliche Äußerungen und veröffentlicht diese im Internet.:

### Umweltgutachten
Die Umweltgutachten erscheinen alle vier Jahre, zuletzt 2020. Sie dienen der periodischen Berichterstattung und bieten eine detaillierte Gesamtevaluation der Umweltsituation und Umweltpolitik.
Der SRU legte zwischen 1994 und 2004 alle zwei Jahre umfassende Umweltgutachten vor. Der Berichtszyklus wurde danach auf vier Jahre verlängert. Das Umweltgutachten 2008 „Umweltschutz im Zeichen des Klimawandels“ wurde am 18. Juni Bundesumweltminister Sigmar Gabriel überreicht. Mit dem Umweltgutachten 2012 „Verantwortung in einer begrenzten Welt“, das am 4. Juni 2012 Umweltminister Peter Altmaier übergeben wurde, richtete der Umweltrat den Blick auf Möglichkeiten der Entkoppelung von Wirtschaftswachstum und Umweltbelastung. Im Umweltgutachten 2016 „Impulse für eine integrative Umweltpolitik“ wird für die Weiterführung der deutschen Vorreiterpolitik für eine ökologische Transformation plädiert und zugleich für einen geringeren Flächenverbrauch, für mehr Wildnis und für den Schutz der Biodiversität geworben. Das Umweltgutachten 2020 „Für eine entschlossene Umweltpolitik in Deutschland und Europa“ fokussiert auf umweltpolitische Themenfelder, in denen großer Handlungsbedarf besteht. Dazu zählen Klimapolitik, Kreislaufwirtschaft, Gewässerschutz, Lärmschutz, städtische Mobilität und nachhaltige Quartiersentwicklung. Gleichzeitig wird aufgezeigt, wie ein Umsteuern mit zielgerichteten Maßnahmen möglich ist.
Im Jahr 2009 erschien das Buch „Zwischen Wissenschaft und Politik – 35 Jahre Gutachten des Sachverständigenrates für Umweltfragen“.

### Sondergutachten
Sondergutachten widmen sich jeweils einem ausgewählten Politikfeld. Mit ihnen trägt der SRU zur konzeptionellen Entwicklung neuer umweltpolitischer Strategieansätze einschließlich ihrer handlungsbezogenen Instrumentierung bei.
Über die Themen und Erscheinungsdaten der Sondergutachten entscheiden die Mitglieder selbstständig.

### Stellungnahme
Mit seinen Stellungnahmen bezieht der SRU Position in aktuellen politischen Willenbildungsprozessen.
Die Stellungnahme Nr. 15 erschien am 5. Mai 2010 und trägt den Titel „100 % erneuerbare Stromversorgung bis 2050: klimaverträglich, sicher, bezahlbar“.

### Kommentar zur Umweltpolitik
Bis 2016 erschien die Reihe „Kommentar zur Umweltpolitik“. Sie basierte in der Regel auf bereits erarbeiteten bzw. veröffentlichten Positionen. Der erste Kommentar erschien 2002 zum Dosenpfand.

### Materialien zur Umweltforschung
Die vom SRU herausgegebene Reihe "Studien im Auftrag des SRU" (bis 2016: „Materialien zur Umweltforschung“) präsentierte dem interessierten Fachpublikum Auftragsgutachten ausgewiesener Experten zu speziellen Fragestellungen der Umweltforschung. Für den Inhalt dieser externen Zuarbeiten sind allein die Autoren verantwortlich.
Die Ergebnisse wurden in die Gutachten des SRU integriert.

## Politische Unabhängigkeit
Ende 2011 versuchten Politiker von FDP und CDU, die Unabhängigkeit des Rates zu neutralisieren, indem sie die Geschäftsstelle des Rates mit einer hochdotierten Direktorenstelle ausstatten wollten, die vom Rat selbst weder erbeten noch für notwendig erachtet wurde. „Hierdurch soll der SRU auch in seiner Außendarstellung […] dauerhaft in den (personal)politischen Einfluss und Steuerungsbereich der Koalitionsfraktionen gebracht werden“, zitiert die taz ein internes Schreiben aus Koalitionskreisen. Der Rat hatte zuvor mehrfach scharfe Kritik an der Energiepolitik der Regierung geübt, beispielsweise an der Laufzeitverlängerung der Atomkraftwerke oder dem Bau neuer Kohlekraftwerke.